# Faverois
Faverois é uma comuna francesa na região administrativa de Borgonha-Franco-Condado, no departamento do Território de Belfort. Estende-se por uma área de km², com 451 habitantes, segundo os censos de 1999.

## Demografia
| 1962 | 1968 | 1975 | 1982 | 1990 | 1999 | - | - | - |
| --- | ---- | ---- | ---- | ---- | ---- | - | - | - |
| 427 | 392  | 392  | 406  | 427  | 451  | - | - | - |
| Para os censos de 1962 a 2006 a população legal corresponde à popolução sem duplicidades, segundo define o INSEE. |      |      |      |      |      |   |   |   |